# Joseph Piston
Pour les articles homonymes, voir piston.
Joseph Piston, né le 30 septembre 1754 à Lyon dans le Rhône et mort le 21 mars 1831 dans cette même ville, est un général français de la Révolution et de l’Empire.

## Biographie
D'origine lyonnaise, il s'enrôle à dix-huit ans comme simple soldat en 1772 dans le régiment des Dragons de la Reine à Verdun. Il s'y lie avec les futurs généraux d’Empire Jean-Louis Espagne, Louis-Chrétien Carrière de Beaumont et Thomas Alexandre Dumas. Leur amitié et leurs exploits inspireront sans doute le roman Les Trois Mousquetaires, écrit plus tard par le fils du général Dumas. 
Nommé adjudant en 1784, après 12 ans de service, il va s'illustrer en Belgique aux débuts des guerres de la Révolution et sa carrière va s'accélérer. Le 23 septembre 1793, encore simple lieutenant de dragons, il est subitement promu général de brigade par décision du Comité de salut public (autrement dit par Carnot, Organisateur de la victoire). Il est fait commandeur de la Légion d'Honneur le 14 juin 1804.
Le 21 décembre 1805 Napoléon le nomme général de division et le place à l'armée de Hollande. Il devient également gouverneur. Il est fait baron d'Empire en juin 1808 avant d'être admis à la retraite le 11 août suivant.

## Iconographie
Son portrait est exposé au château de Saint-Marcel-de-Félines, dans la Loire, que ses descendants ont racheté en 1865.

## Armoiries
| Figure | Blasonnement |
|        | Armes du baron Joseph Piston et de l'Empire De gueules ; coupé au milieu de l'écu par une ligne d'azur, chargé au-dessus de la ligne de trois étoiles d'argent une et deux, et au-dessous de deux chevrons d'or enlacés, un des deux renversé ; quartier des barons sortis de l'armée. - Livrées : les couleurs de l'écu. |